# Szkoła Podchorążych dla Podoficerów

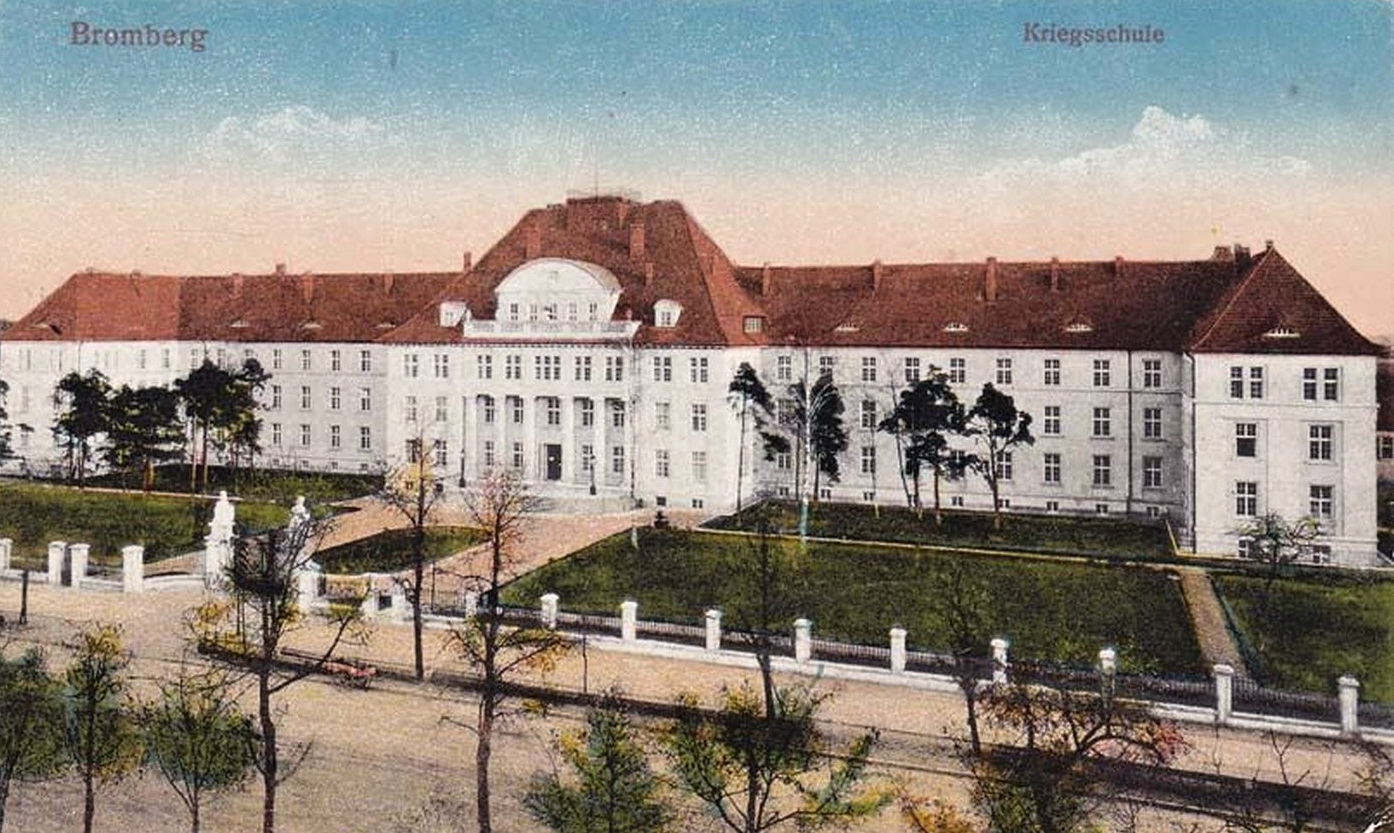
Gmach Szkoły Wojennej w Bydgoszczy – siedziba szkoły

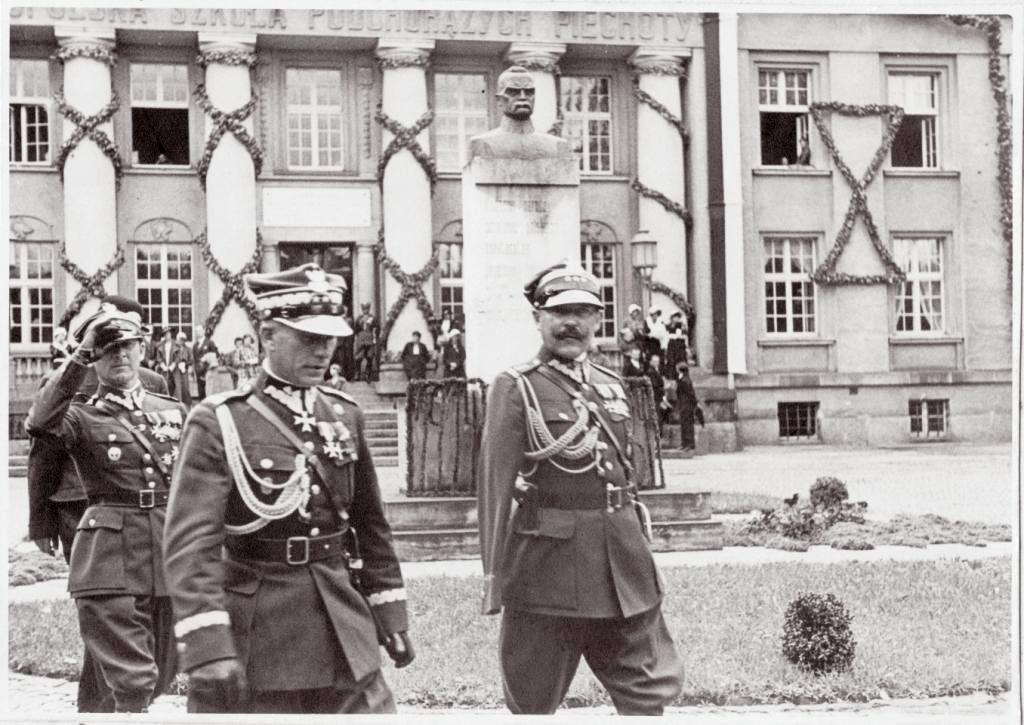
Uroczystość promocji absolwentów 10 sierpnia 1934; komendant, goście. W tle pomnik marszałka Piłsudskiego

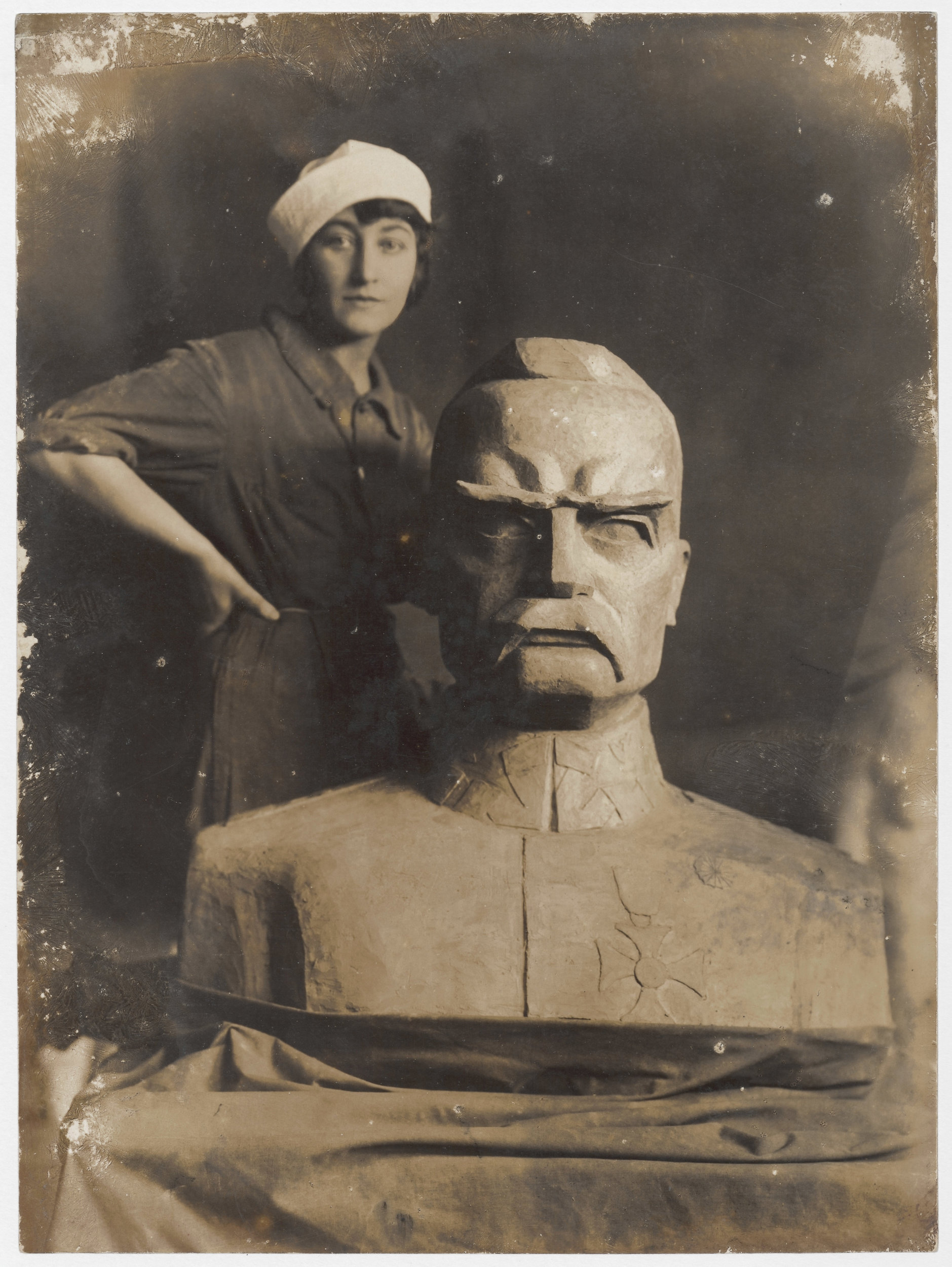
Olga Niewska przy popiersiu Marszałka Piłsudskiego

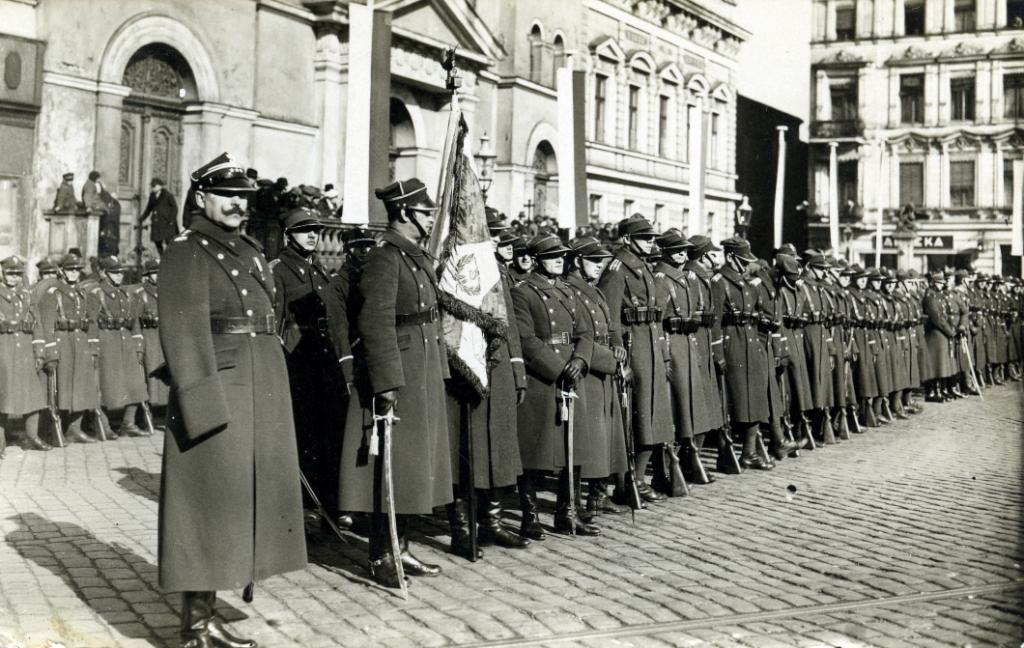
Raport Komendantowi Garnizonu

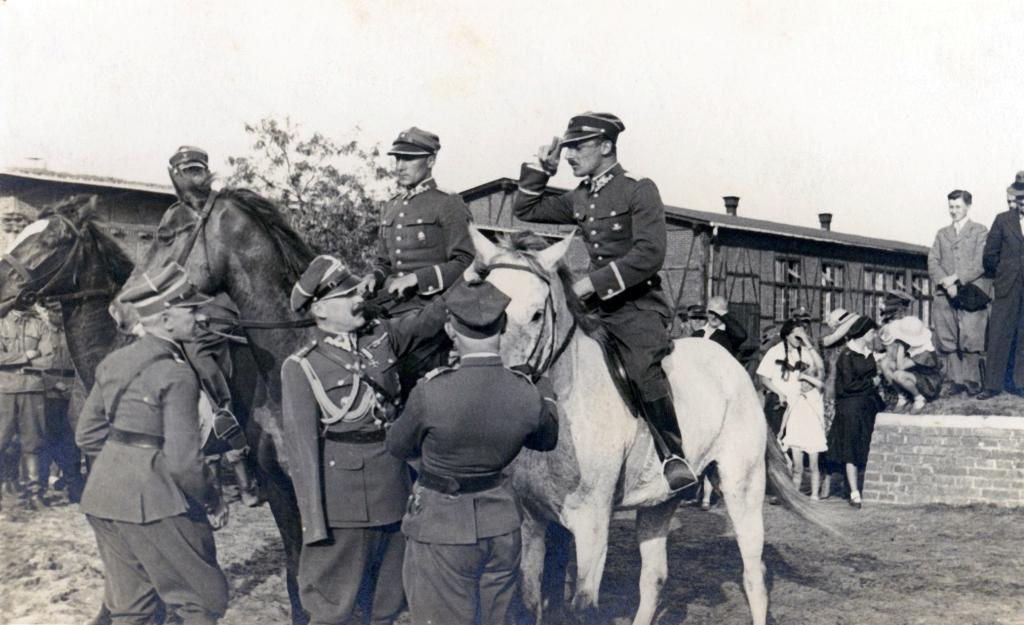
Zdobywcy Nagrody Klubu Jazdy w Międzyszkolnym Konkursie Hippicznym

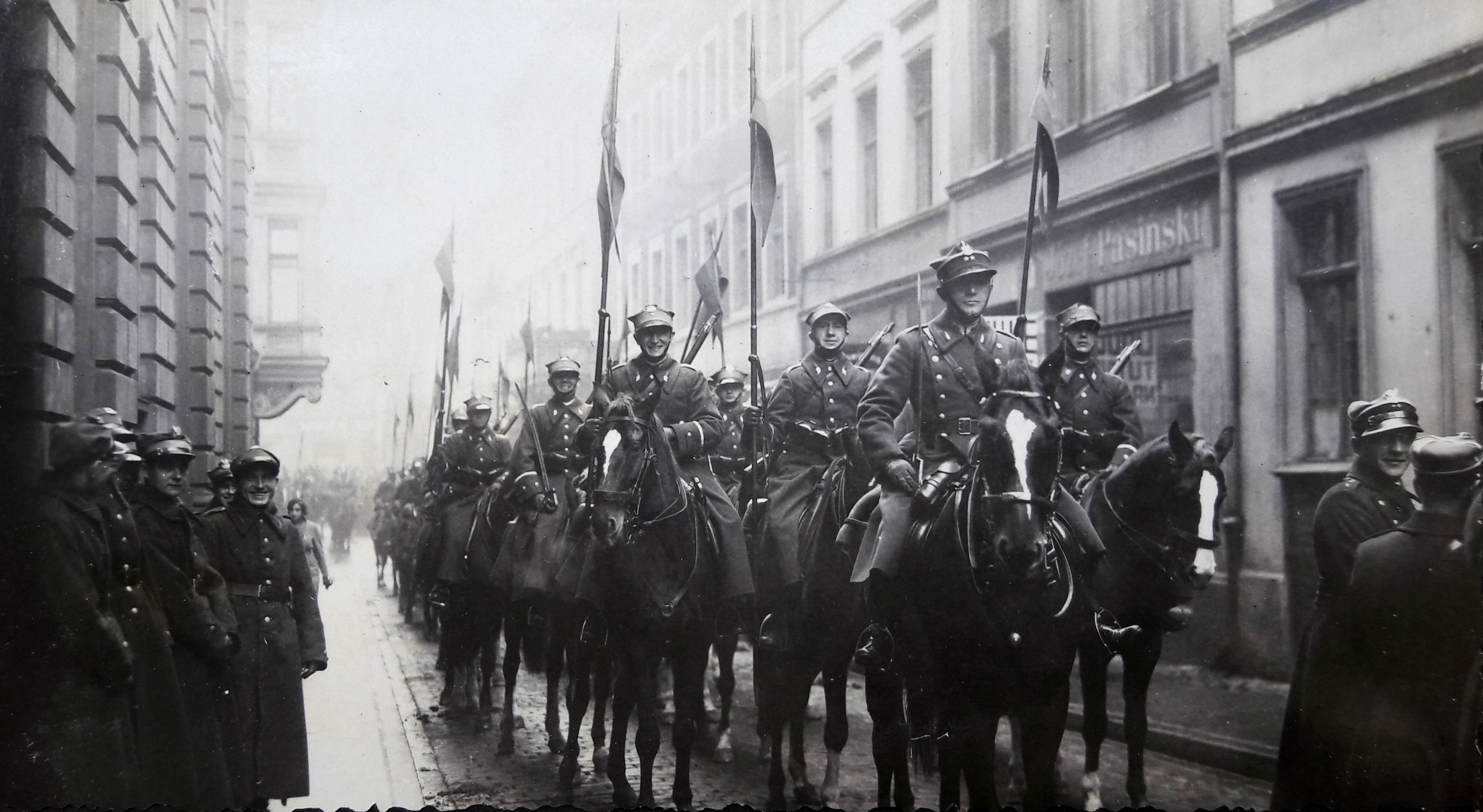
Szwadron szkolny na ulicy w Bydgoszczy

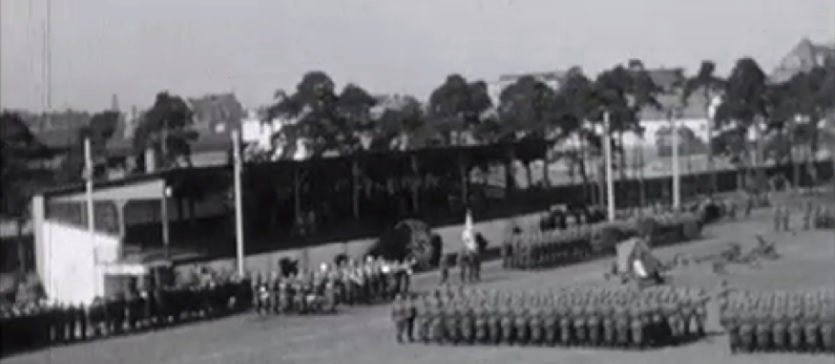
Stadion bydgoskiej Szkoły Podchorążych dla Podoficerów

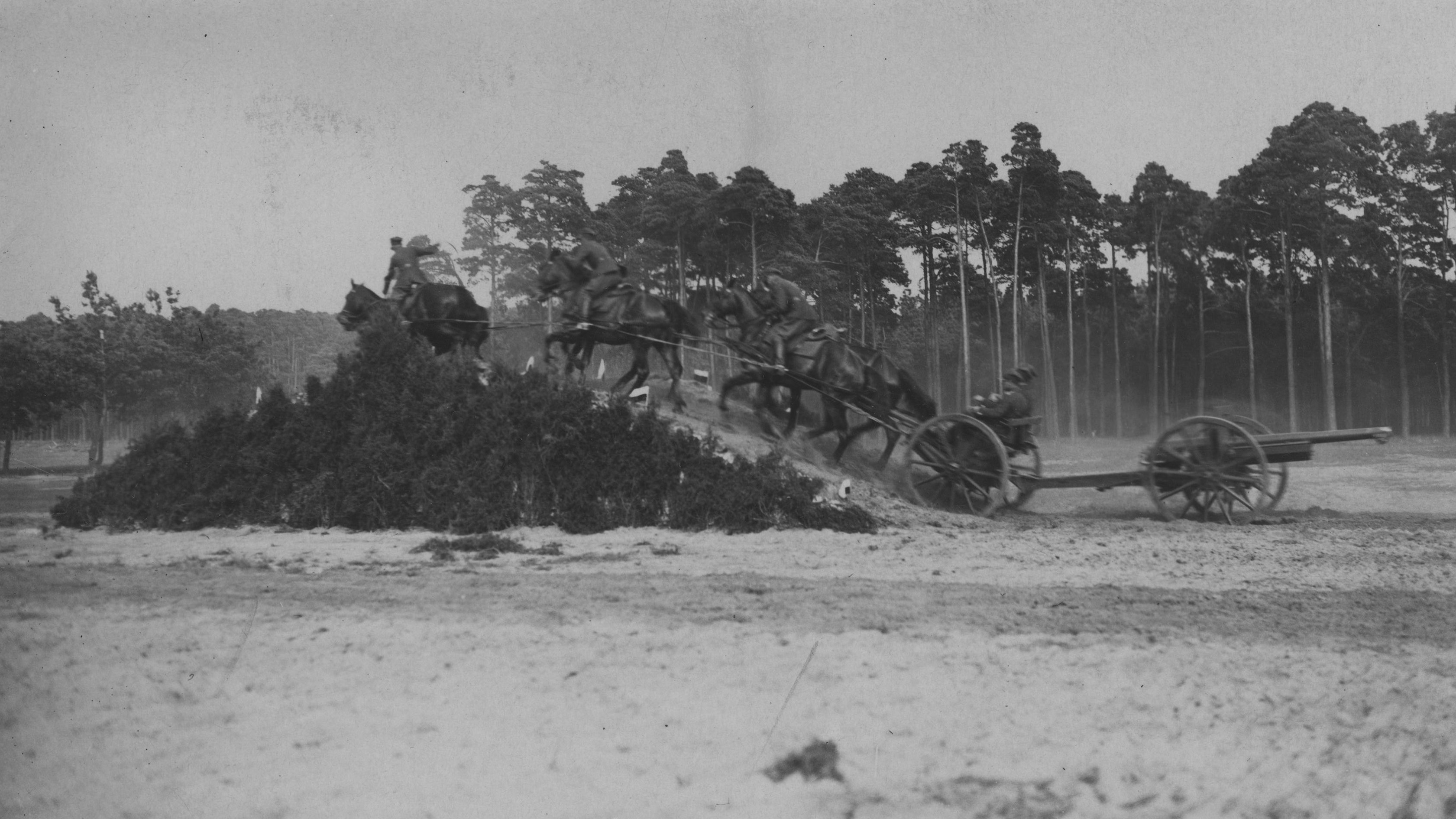
Ćwiczenia artyleryjskie - zaprzęg artyleryjski z armatą polową 75 mm Schneider wz. 1897 pokonuje wzniesienie

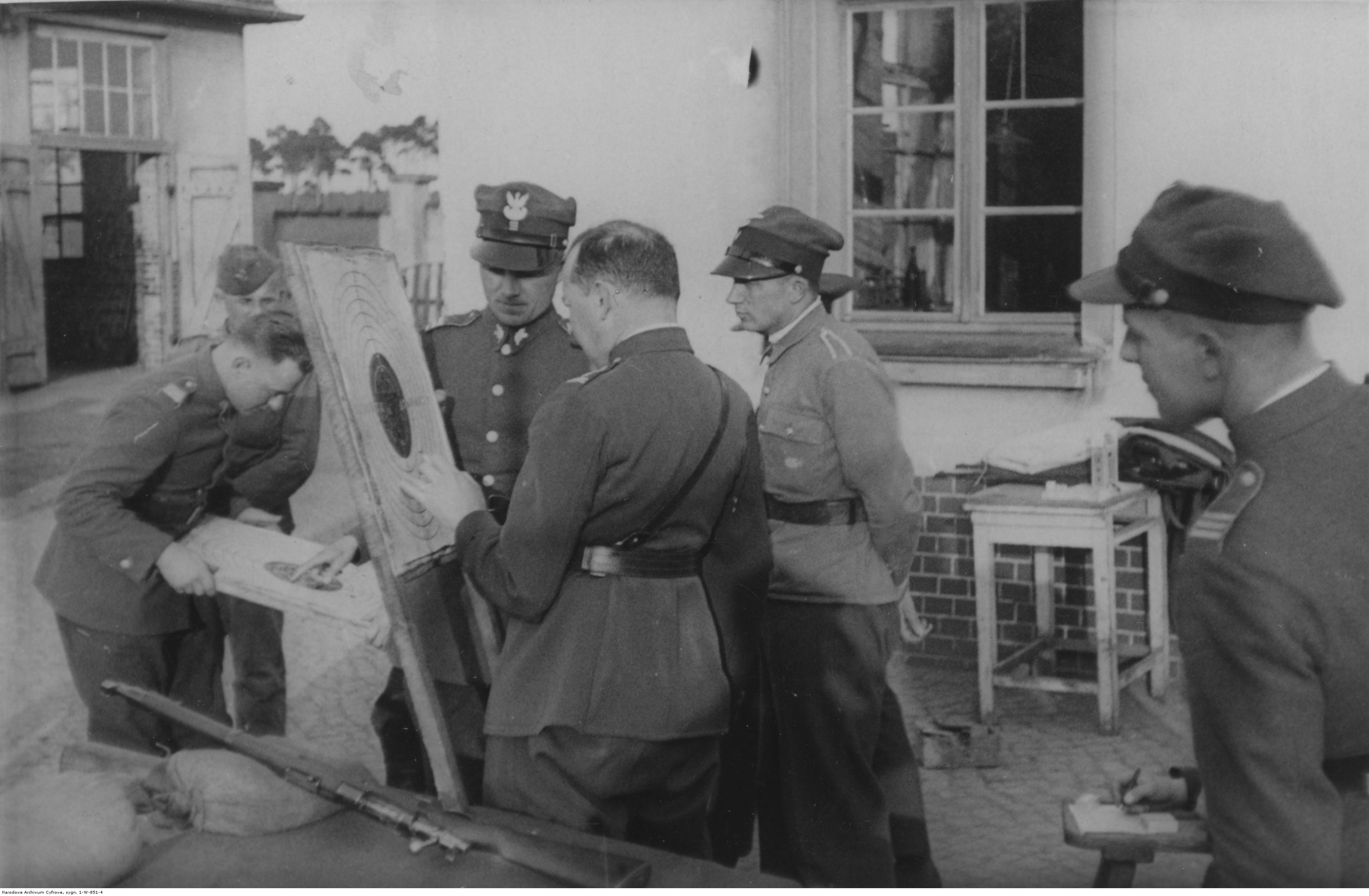
Ćwiczenia sekcji strzeleckiej

Szkoła Podchorążych dla Podoficerów – szkoła Wojska Polskiego II RP kształcąca kandydatów na oficerów wyłonionych, w drodze egzaminu konkursowego, spośród podoficerów służby czynnej broni głównych (piechoty, kawalerii, artylerii), żandarmerii, wojsk taborowych, wojsk lotniczych (wyłącznie piloci) oraz wojsk technicznych (saperów, saperów kolejowych, łączności, samochodowych).

## Historia szkoły
W lipcu 1920 roku Wielkopolska Szkoła Podchorążych Piechoty w Poznaniu została dyslokowana do garnizonu Bydgoszcz, a 1 sierpnia 1922 roku przeformowana w Oficerską Szkołę dla Podoficerów. Siedzibą szkoły został budynek niemieckiej szkoły wojennej przy ul. Gdańskiej. Zadaniem szkoły było wyszkolenie podoficerów na oficerów służby stałej. Szkoła do 1922 roku miała charakter mieszany, kształcąc tzw. „dzieci wojny”, m.in. dowódców i żołnierzy z Legionów Polskich, Korpusów Polskich na wschodzie, uczestników wojny polsko-bolszewickiej. Wielu z nich mimo braku wykształcenia posiadało  wysokie odznaczenia bojowe, przyznane za waleczność. Kształciło się w niej ok. 350 podoficerów.
Od 1922 do szkoły byli przyjmowani kandydaci posiadający co najmniej trzyletni staż służby wojskowej. Do 1927 roku nauka w szkole trwała 2 lata, następnie przedłużono ją do trzech lat w zakresie trzech rodzajów broni: piechoty, kawalerii i artylerii. Podchorążowie uzyskiwali średnie wykształcenie i mianowani byli do stopnia podporucznika. Specyfika szkoły powodowała, że wiek aspirantów był zróżnicowany. Uczyli się tu zarówno młodzieńcy w wieku 18-20 lat, jak i doświadczeni podoficerowie. Aspiranci tworzyli batalion szkolny w składzie trzech kompanii szkolnych, szwadron ćwiczebny oraz baterię ćwiczebną.
Szkoła Podchorążych dla Podoficerów w Bydgoszczy posiadała bardzo dobre warunki pod względem zakwaterowania, wyposażenia i ogólnego standardu. Gmach szkolny wzniesiony przez Niemców w 1914 roku należał do najokazalszych budynków w mieście. Podchorążowie mieszkali w sześcioosobowych pokojach, z centralnym ogrzewaniem i wyposażeniem do nauki i wypoczynku. Szkoła posiadała gabinety i laboratoria, bibliotekę (w 1930 – 20,3 tys. woluminów), muzeum, spółdzielnię oraz boisko sportowe. Korzystała także z toru wyścigów konnych na Kapuściskach Małych i Szkoły Szybowcowej w Fordonie.
W ramach programu szkolnego organizowano podróże taktyczno-krajoznawcze do miast i regionów Polski m.in. Warszawy, Krakowa, Katowic i Górnego Śląska, Poznania, Gdyni, na Półwysep Helski. Corocznie organizowano obozy szkoleniowe, najczęściej w Biedrusku k. Poznania i Grupie k. Grudziądza, gdzie w warunkach polowych prowadzono zajęcia taktyczne oraz strzelania bojowe. Latem wszyscy podchorążowie odbywali praktykę dowodzenia w jednostkach.
15 sierpnia 1931 miała miejsce promocja absolwentów rocznika 1928–1931 imienia gen. Józefa Bema połączona z odsłonięciem pomnika marszałka Józefa Piłsudskiego, dłuta Olgi Niewskiej. W imieniu prezydenta RP promocji i odsłonięcia pomnika dokonał gen. dyw. Aleksander Osiński.
W 1937 Ministerstwo Spraw Wojskowych podjęło decyzję o stopniowej likwidacji szkoły. W listopadzie 1937 została rozwiązana bateria szkolna, a komendantowi szkoły podporządkowana 4. bateria 11 dywizjonu artylerii konnej w Bydgoszczy na zasadach ustalonych rozkazem MSWojsk. Dep. Art. L. 1281/Tj. Org. Og. 37.
Ostatnia, pożegnalna promocja w Szkole Podchorążych dla Podoficerów odbyła się 15 października 1938 roku. Dwa młodsze roczniki podchorążych skierowano do Szkoły Podchorążych Piechoty Komorowo k. Ostrowi Mazowieckiej, Szkoły Podchorążych Kawalerii w Grudziądzu i Szkoły Podchorążych Artylerii w Toruniu.
18 października 1938 roku odesłano do Muzeum Wojska w Warszawie sztandar szkoły.
W sierpniu 1938 roku budynek i część koszar przejęła Szkoła Podchorążych Marynarki Wojennej, przeniesiona z Torunia.

### Nazwy
- 1920–1922 Wielkopolska Szkoła Podchorążych Piechoty
- 1922–1927 Szkoła Oficerska dla Podoficerów
- 1927-1938 Szkoła Podchorążych dla Podoficerów w Bydgoszczy[5]

## System szkolenia
Szkoła przeznaczona była dla podoficerów, którzy poświęcając się służbie stałej w wojsku, ubiegali się o uzyskanie stopnia oficerskiego. Program szkolenia pierwotnie dotyczący piechoty, poszerzono o pozostałe rodzaje broni (artyleria, kawaleria). W programie nauczania uwzględniono wyszkolenie ogólnowojskowe oraz ogólne z zakresu programu szkół średnich. Wybitniejszych aspirantów wyższych roczników przydzielano w roli instruktorów roczników młodszych. Podoficer ubiegający się o przyjęcie do szkoły musiał legitymować się co najmniej trzyletnią służbą w stopniu podoficera oraz zdać egzamin z wyszkolenia wojskowego i ogólnokształcącego.
Wśród przedmiotów nauczania ogólnego znajdowały się m.in.: język polski, fizyka, języki obce, geografia, chemia, a wojskowego: taktyka i dyscypliny pokrewne, wyszkolenie strzeleckie, gimnastyka i sport. W procesie szkolenia oficerów artylerii nauczano m.in. strzelania, działoczynów i służby polowej, a kawalerii: jazdy konnej i służby polowej.
Absolwenci szkoły otrzymywali stopień podporucznika oraz świadectwo dojrzałości. Posiadali odpowiednie przygotowanie do pełnienia obowiązków dowódcy plutonu wraz z możliwością ewentualnego objęcia kompanii piechoty, baterii artyleryjskiej lub szwadronu kawalerii. Absolwenci szkoły służyli również w korpusie oficerów lotnictwa, broni pancernej, łączności i saperów. Honorowano zasadę, że nowo promowany oficer nie wracał do swego macierzystego pułku, w którym służył poprzednio jako podoficer, a prymusi mieli prawo wyboru jednostki.

## Sport
Sport i wychowanie fizyczne było ważnym elementem szkolenia podoficerów. Przeznaczano na nie od 10 do 15% ogólnego czasu wyszkolenia wojskowego. W programie zajęć obowiązkowych kładziono nacisk na gimnastykę i lekkoatletykę. W ramach aktywności pozaprogramowej aspiranci uprawiali sport wyczynowy, co stało się podstawą do powołania w 1920 klubu sportowego reaktywowanego w 1926 pod nazwą WKS „Zryw”. Dysponował on sekcjami: wioślarską, strzelecką, pływacką, hipiczną, piłki nożnej, gier halowych (szczypiorniak, siatkówka, koszykówka), łyżwiarską, tenisową, lekkoatletyczną, szermierczą, motorową, narciarską. Drużyna piłki nożnej na początku lat 20. XX w. występowała w pomorskiej klasie A, brała też udział w rozgrywkach o mistrzostwo Bydgoszczy. Do sukcesów piłkarskich szkoły zaliczały się zwycięstwa nad renomowanymi drużynami: Polonią Bydgoszcz (9:0), KS Grudziądz (5:0), Gedanią Gdańsk (1:0), Goplanią Inowrocław (3:0). Od 1931 organizowano zawody hipiczne rywalizując z zespołem Szkoły Podchorążych Kawalerii z Grudziądza. Trzyletnie zmagania zakończyły się sukcesem bydgoskich podchorążych, którzy zdobyli na własność puchar przechodni. Corocznie Szkoła reprezentowana była na strzeleckich zawodach Okręgu Korpusu VIII, uzyskując czołowe miejsca. W latach 1932–1936 zdobyto ogółem 1226 odznak strzeleckich, w tym 340 złotych, 396 srebrnych i 490 brązowych. W 1934 założono sekcję szybowcową, korzystając ze sprzętu i lotniska szkoły szybowcowej w Fordonie. W 1935 zbudowane własne szybowce szkolne, na dziedzińcu zamontowano tzw. „chwiejnie” do ćwiczeń, a szkolenie szybowcowe włączono do obowiązkowego programu szkolnego. Korzystając z bydgoskiej bazy Centrum Wyszkolenia Podoficerów Lotnictwa, zorganizowano szkolenie lotnicze. Zimą część podchorążych zdobywała państwowe odznaki narciarskie podczas kursów w Zakopanem.

## Działalność kulturalna

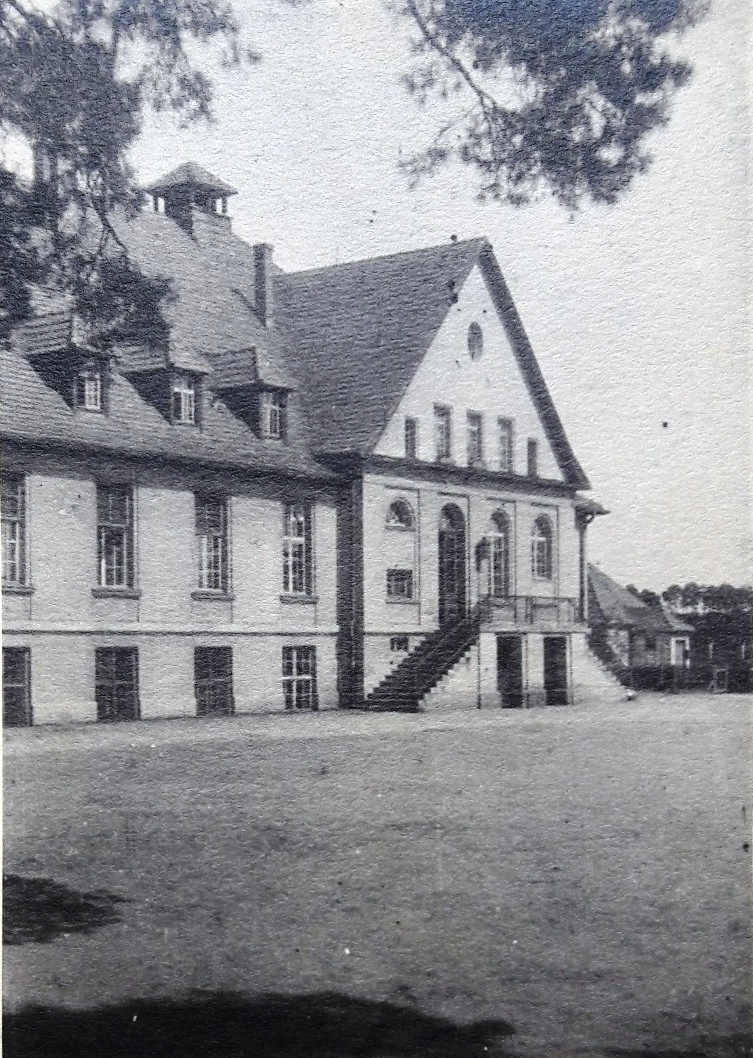
Kasyno oficerskie

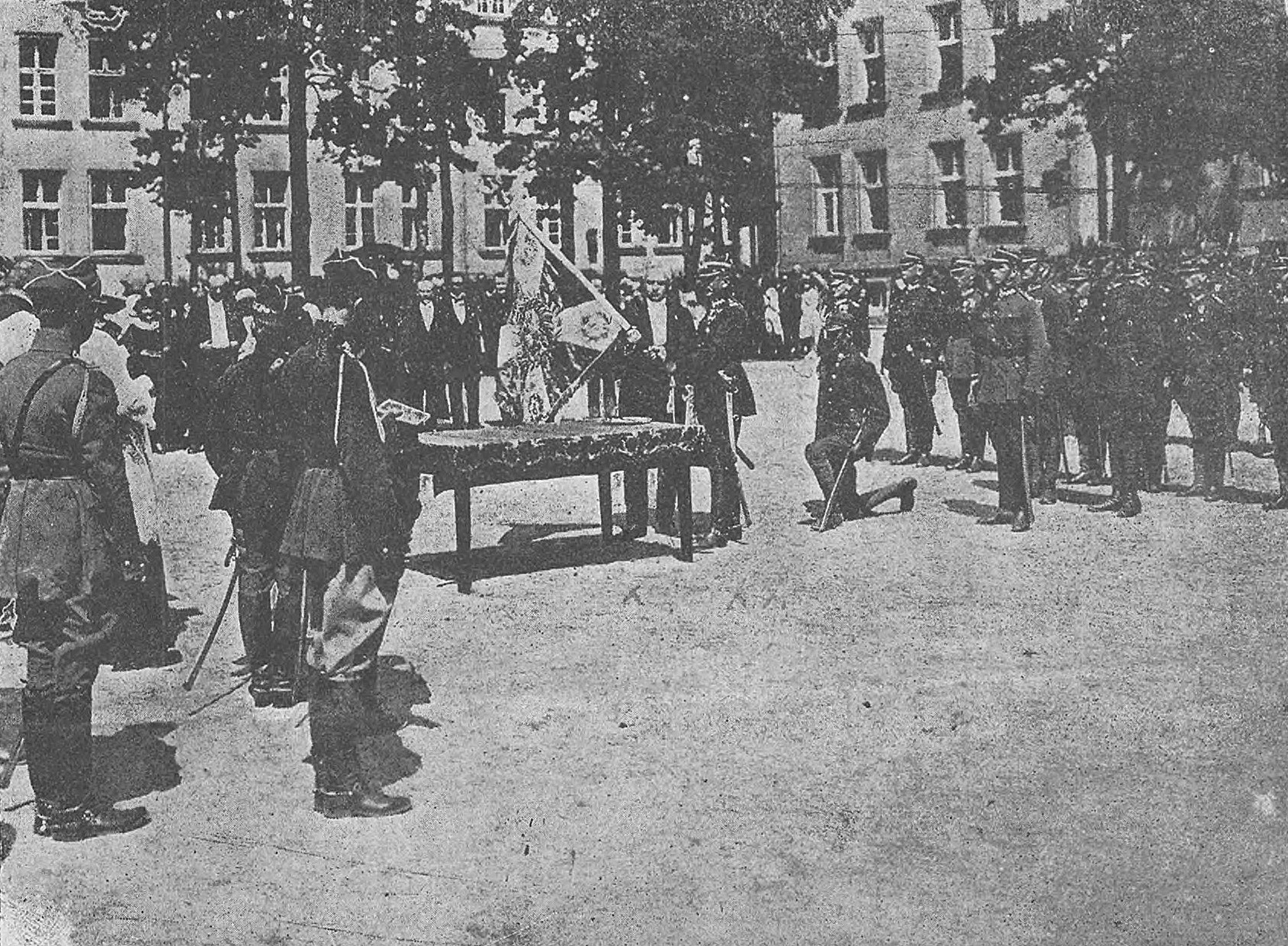
Poświęcenie sztandaru (listopad 1923)

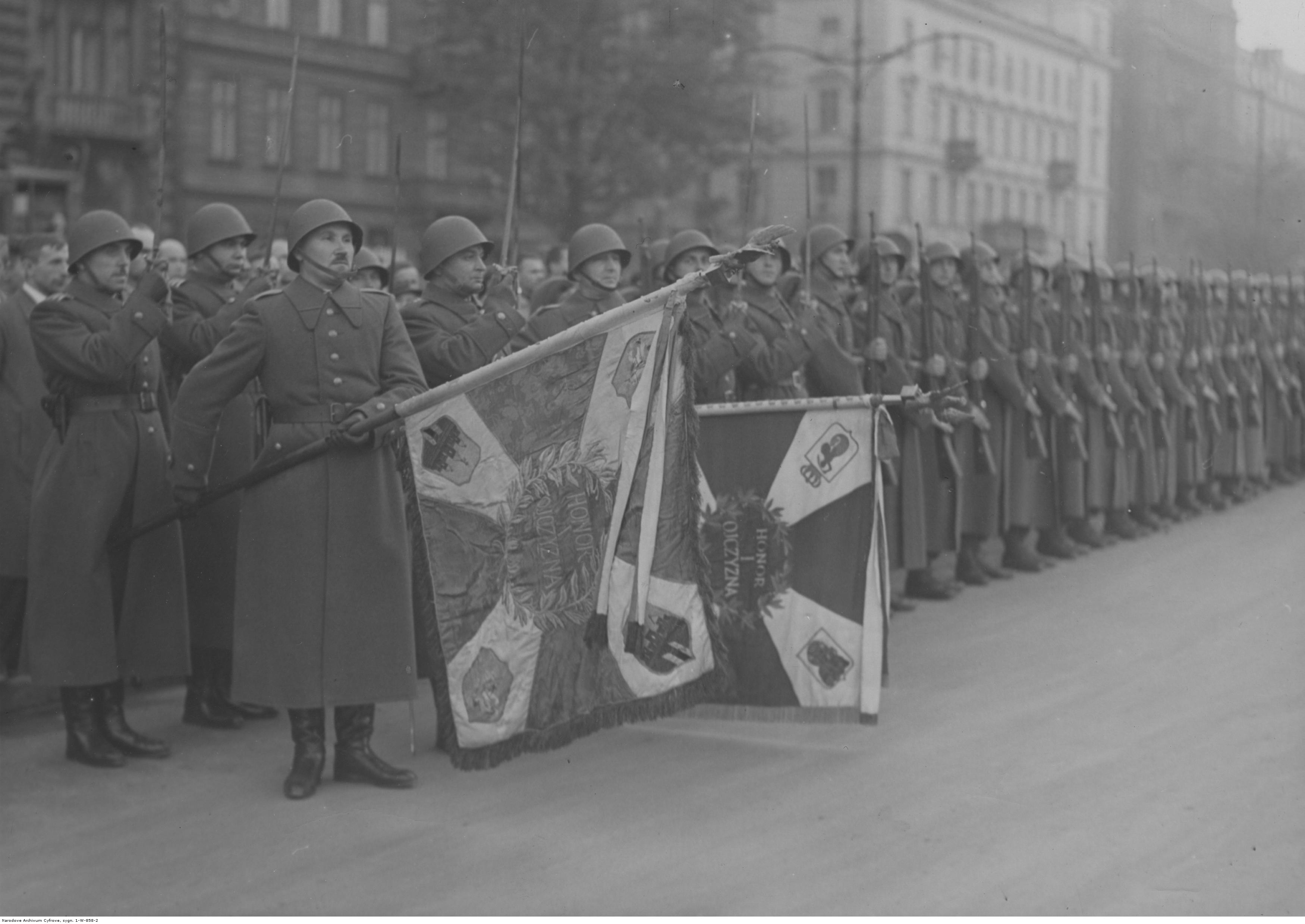
Przekazanie sztandaru Szkoły do Muzeum Wojska Polskiego; X 1938

20 sierpnia 1921 wydano pierwszy numer gazetki szkolnej „Drużyna”. Od 1929 ukazywało się regularnie czasopismo „W Marszu”, a także tzw. jednodniówki, z okazji święta promocji absolwentów oraz wydarzeń okolicznościowych. W 1930 w setną rocznicę wybuchu Powstania Listopadowego wydano Księgę Pamiątkową Bydgoskiej Szkoły Podchorążych.
4 marca 1923 roku z inicjatywy ks. prof. Ignacego Cyraskiego powołano Towarzystwo Przyjaciół Szkoły Podchorążych w Bydgoszczy, a w 1924 założono Zrzeszenie Wychowanków i Wychowawców Szkoły. Towarzystwo zajmowało się m.in. fundowaniem nagród dla przodujących podchorążych, pomocą w organizacji szkolnych wyjazdów, imprez i uroczystości, ufundowało sztandar szkoły.
Od 1923 działało koło Ligi Obrony Powietrznej i Przeciwgazowej, a od 1932 oddział Ligi Morskiej i Kolonialnej. Szkoła przodowała w ofiarności na cele społeczne, szczególnie w czasach wielkiego kryzysu (1929–1933). W 1935 przyjęto pod opiekę szkołę powszechną w Charciabałdzie k. Ostrołęki, której fundowano wyposażenie i przybory szkolne. 14 października 1938 dzieci z tej szkoły uczestniczyły w ostatniej uroczystości promocji absolwentów Bydgoskiej Szkoły Podchorążych.
Szkoła prowadziła własny chór, kabaret oraz orkiestrę, organizowała też bale i wieczorki taneczne, co miało kształtować u aspirantów tzw. wyrobienie towarzyskie.

## Muzeum szkolne
Akt erekcyjny muzeum ogłoszono 6 maja 1929 roku, a podpisali je m.in. ks. biskup Władysław Bandurski, gen. Edward Śmigły-Rydz, gen. Leonard Skierski, dr Witold Bełza. Eksponowano w nim broń średniowieczną, broń palną i sieczną z XVIII i XIX wieku, dyplomy królewskie, unikalne zbiory monet, tabakierkę Napoleona, skorupy od granatów z bitwy pod Grochowem, sakiewkę Sadyka Paszy, autografy gen. Józefa Wysockiego, płk Karola Różyckiego, regulaminy wojskowe z okresu reform Sejmu Czteroletniego, regulaminy i instrukcje szkoleniowe Związku Walki Czynnej, związków i drużyn strzeleckich, dokumenty i pamiątki Legionów Polskich i POW. Eksponaty pochodziły od ofiarodawców, m.in. płk Kazimierza Zachara (kolekcja monet), ppłk dypl. dr Franciszka Polniaszka (dokumenty i druki legionowe), kpt. Andrzeja Kulwiecia (pamiątki rodzinne z okresu Wielkiej Emigracji). W 1922 kpt. Stefan Kossecki założył  gabinet historyczny, gdzie eksponowano mapy i szkice historii wojen i wojskowości oraz komplety przeźroczy i obrazów przedstawiających ewolucję polskiej myśli wojskowej.

## Struktura
Skład osobowy O.S. dla P. zatwierdzony przez Ministra Spraw Wojskowych 14 stycznia 1928 roku przedstawiał się następująco:
- komendant
- drużyna komendanta
- batalion szkolny a. 3 kompanie
- szwadron ćwiczebny
- bateria ćwiczebna a. 2 działony

## Kadra szkoły
Komendanci szkoły

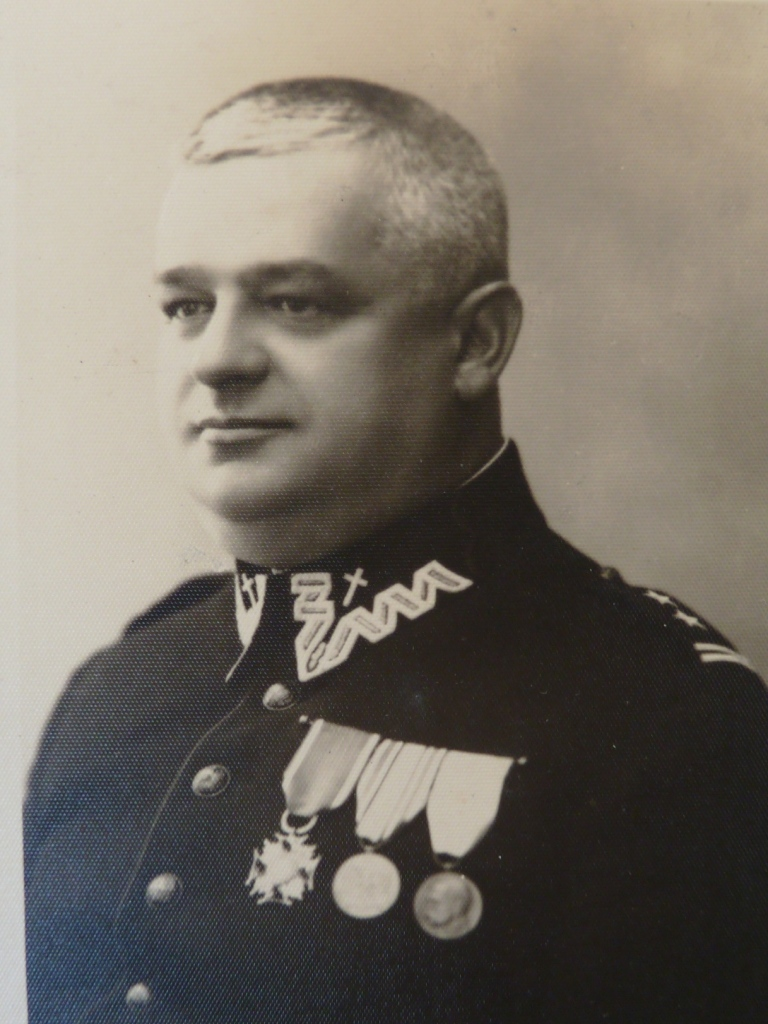
Ks. prob. Wiktor Szyłkiewicz, kapelan szkoły zamordowany przez Niemców w Bydgoszczy w „Dolinie Śmierci”

- płk piech. Bolesław Jatelnicki (1919 – V 1927)
- ppłk dypl. dr Franciszek Polniaszek (1 X 1927 – 10 VIII 1931)
- płk dypl. Stefan Kossecki (10 VIII 1931 – 1934)
- płk Bolesław Błażej Antoni Schwarzenberg-Czerny (od I 1935)
- ppłk dypl. Beniamin Kotarba (p.o. 17 VIII - 31 X 1938)

Dyrektorzy nauk
- mjr SG Roman Borzęcki (1923)
- mjr piech. Stefan Kossecki (XII 1923 – XI 1924)
- mjr piech. Jan Załuska (1924)
- mjr SG Stanisław Pelc (28 X 1927 – 18 VI 1930 → wykładowca w WSWoj.)
- ppłk dypl. Władysław Frączek (1 I 1931 – IV 1932)
- ppłk dypl. Karol Hodała (1932)
- mjr dypl. Jan Maksymilian Sokołowski (15 IX 1933 – XI 1934 → DOK III)
- mjr dypl. Paweł Zagórowski (23 XII 1934 – 31 VIII 1935)
- ppłk dypl. Beniamin Kotarba (1 IX 1935 – 1937)

Kwatermistrzowie
- mjr piech. Ireneusz Branowski (VI 1933 – IV 1935)
- mjr piech. Aleksander Marceli Salwik (od VI 1935)

Wykładowcy
- kpt. piech. Rajmund Duracz (1931 – instruktor łączności, od 1937 z-ca dyrektora nauk)
- kpt. piech. Wojciech Gniadek (lata 20./30.)
- mjr piech. Stefan Kossecki (do XII 1923)
- kpt. piech. Konrad Krajewski (1931-1935)
- mjr SG Władysław Krogulski
- mjr art. Stanisław Podkowiński
- mjr piech. Adam Wilczyński
- kpt. dypl. piech. Ignacy Włostowski (1934–1936)
- mjr piech. Jan Załuska (1923)

Dowódcy pododdziałów szkolnych
- rtm. Wacław Kryński
- rtm. Jerzy Hollak

Kapelan szkoły
- ks. prob. Wiktor Szyłkiewicz

## Absolwenci
Promocja 31 sierpnia 1924 roku

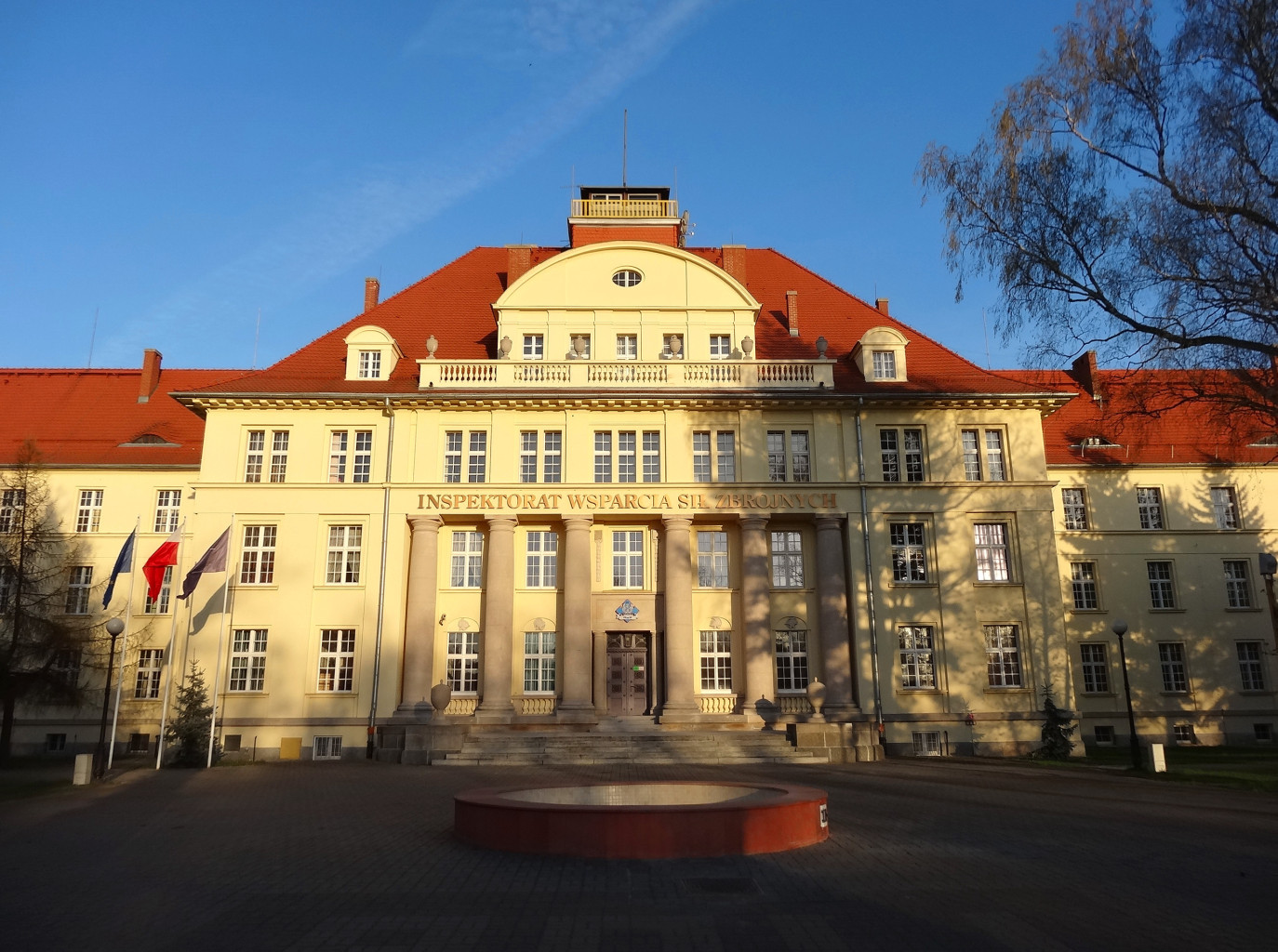
Budynek szkoły – stan obecny

26 sierpnia 1924 roku Prezydent RP mianował podporucznikami 166 absolwentów (111 w korpusie oficerów piechoty, 28 kawalerii i 27 artylerii), a minister spraw wojskowych wcielił ich do macierzystych oddziałów:
- ppor. piech. Apoloniusz Kucharski (lok. 1)
- ppor. piech. Leon Marchwicki (2)
- ppor. piech. Zdzisław Baczyński (lok. 6)
- ppor. piech. Stanisław Szablewski (14)
- ppor. piech. Ludomir Baranowski (24)
- ppor. piech. Tadeusz Lewkowicz (72)
- ppor. piech. Leon Gnatowski (97)
- ppor. kaw. Józef Bokota (lok. 1)
- ppor. kaw. Eugeniusz Swieściak (lok. 3) – rotmistrz 18 Pułku Ułanów Pomorskich, bohater szarży pod Krojantami
- ppor. art. Florian Kozłowski (lok. 1)
- ppor. art. Walenty Rakowski (lok. 12)
- ppor. art. Anatol Sawicki (lok. 22)

Promocja 15 VII 1925
15 lipca 1925 Prezydent RP mianował absolwentów podporucznikami ze starszeństwem z 15 lipca 1925, w tym 72 w korpusie oficerów piechoty, 21 w korpusie oficerów kawalerii, 6 w korpusie oficerów artylerii, 2 w korpusie oficerów taborowych, 1 w korpusie oficerów aeronautycznych i 1 w korpusie oficerów żandarmerii, a minister spraw wojskowych wcielił ich do oddziałów macierzystych.
- ppor. piech. Antoni Łukasik (lok. 1)
- ppor. piech. Jan Tokarz (lok. 2)
- ppor. piech. Franciszek Kurbiel (lok. 3)
- ppor. piech. Karol Stanisław Charkow (lok. 4) – major piechoty, dowódca 7 baonu ckm
- ppor. piech. Stanisław Malik (lok. 10)
- ppor. piech. Andrzej Stańczyk (lok. 18)
- ppor. piech. Aleksander Wesołek (lok. 20)
- ppor. piech. Feliks Motyka (lok. 21)
- ppor. piech. Stanisław Sołtysiak (lok. 45)
- ppor. piech. Piotr Dolemba (lok. 58)
- ppor. piech. Piotr Paweł Kowalski (lok. 72)
- ppor. kaw. Wincenty Polit (lok. 1)
- ppor. art. Franciszek Burak (lok. 1)
- ppor. tab. Marian Józef Jadownicki (lok. 1)
- ppor. aer. Wiktor Jan Śliwa (lok. 1)
- ppor. żand. Józef Czesław Zieniewski (lok. 1)

Promocja 15 sierpnia 1926
27 lipca 1926 Prezydent RP mianował absolwentów szkoły na stopień podporucznika ze starszeństwem z 15 sierpnia 1926, w tym 38 w korpusie oficerów piechoty (lokaty 54-91), 7. w korpusie oficerów kawalerii (lokaty 60-66) i 6. w korpusie oficerów artylerii (lok. 102-107), a minister spraw wojskowych wcielił ich do oddziałów macierzystych.
- ppor. piech. Józef Tełowski (lok. 54) †19 IX 1939
- ppor. piech. Ludwik Waryński (lok. 91)
- ppor. kaw. Zbigniew Piotrowski (lok. 60)
- ppor. kaw. Adam Mackus (lok. 61)
- ppor. kaw. Piotr Medyna (lok. 62)
- ppor. kaw. Szczęsny Szach-Bej-Krummel (lok. 66)
- ppor. art. Henryk Wilk (lok. 102)
- ppor. art. Józef Lipart (lok. 107)

Promocja 15 sierpnia 1927
11 sierpnia 1927 Prezydent RP mianował absolwentów szkoły na stopień podporucznika ze starszeństwem z 15 sierpnia 1927, a minister spraw wojskowych wcielił do oddziałów macierzystych. W przeciwieństwie do poprzedniej promocji absolwenci otrzymali na listach starszeństw lokaty wspólne z absolwentami oficerskich szkół piechoty, kawalerii i artylerii.
- ppor. art. Wincenty Staniszewski (lok. 81)

Promocja 15 sierpnia 1928
- Mieczysław Barys
- Stefan Gądzio
- ppor. art. Bolesław Kossobudzki
- ppor. piech. Marian Metelski
- Michał Szerszeniewicz

Promocja 15 sierpnia 1930
Uroczystość promocji 76 podchorążych odbyła się na terenie szkoły. W imieniu prezydenta RP podchorążych promował inspektor armii gen. dyw. Leonard Skierski. Szable honorowe, ufundowane przez prezydenta RP, otrzymali prymusi: ppor. piech. Józef II Wolski, ppor. kaw. Władysław Muszyński i ppor. art. Władysław I Czapliński.
15 sierpnia 1930 prezydent RP Ignacy Mościcki mianował absolwentów podporucznikami ze starszeństwem z 15 sierpnia 1930, a minister spraw wojskowych wcielił ich do oddziałów broni:
1. ppor. piech. Józef II Wolski do 32 pp
2. ppor. kaw. Władysław Muszyński do 10 puł., †1940 Katyń
3. ppor. kaw. Henryk Bolesław Odyniec-Dobrowolski do 18 puł.
4. ppor. kaw. Stefan Piklikiewicz do 6 psk
5. ppor. art. Władysław I Czapliński do 6 pac

Promocja 15 sierpnia 1931 im. gen. Józefa Bema
15 sierpnia 1931 prezydent RP Ignacy Mościcki mianował 94 absolwentów podporucznikami ze starszeństwem z 15 sierpnia 1931 w korpusie oficerów piechoty, kawalerii, artylerii i aeronautycznych, a minister spraw wojskowych wcielił ich do oddziałów.
- Szczepan Bronisław Madej prymus[3]

Promocja 15 sierpnia 1932 im. Kazimierza Pułaskiego
- Aleksander Tomaszewski

Promocja 15 sierpnia 1933 im. Piotra Wysockiego
- Franciszek Adamski
- Mieczysław Kramarz

X Promocja 1934
4 sierpnia 1934 Prezydent RP Ignacy Mościcki mianował absolwentów X promocji podporucznikami ze starszeństwem z 15 sierpnia 1934 w korpusie oficerów piechoty, kawalerii, artylerii, aeronautyki i łączności, a minister spraw wojskowych wcielił ich do oddziałów macierzystych. Uroczysta promocja miała miejsce 6 sierpnia 1934. W imieniu Prezydenta RP absolwentów promował inspektor armii gen. dyw. Mieczysław Norwid-Neugebauer.
- ppor. kaw. Jan Marowski 1 psk (prymus)
- Stefan Głowacki
- Stefan Stanisław Okrzeja
- ppor. łącz. Michał Benesch

XIII promocja im. Naczelnika Tadeusza Kościuszki
Uroczysta promocja miała miejsce 15 października 1937. Trzech prymusów, w imieniu prezydenta RP, promował gen. bryg. Władysław Bortnowski, a pozostałych absolwentów promowali dowódcy pułków.
- ppor. piech. Jan Duszyński (lok. 1)
- ppor. kaw. Walerian Antoni Minor (lok. 2)
- ppor. art. Wiesław Adam Annusewicz (lok. 3)